# François Bricaire
Pour les articles homonymes, voir Bricaire.
François Bricaire, né le 8 août 1947 à Neuilly-sur-Seine, est un infectiologue français membre de l’Académie nationale de médecine et ancien chef du service maladies infectieuses et tropicales de l’Hôpital de la Salpêtrière. Il est professeur à l'Université Pierre-et-Marie-Curie,.

## Distinctions
- Officier de la Légion d'honneur (décret du 31 décembre 2020)[3] (Chevalier du 8 juin 2001)

## Publications
- C'est quoi une pandémie, avec Jean-Philippe Derenne et Christophe Donner, Michelange 80p.  (ISBN 2918578029)
- Maladies infectieuses, avec Léopoldine Bricaire-Dubreuil, Elsevier Masson 136 p., 2010  (ISBN 2294709969)
- Les Nouvelles Epidémies, avec Frédéric Saldmann, Flammarion, 180 p., 2009  (ISBN 2081229919)
- Pandémie : la grande menace, avec Jean-Philippe Derenne, Fayard, 330 p., 2005,  (ISBN 2213626928)
- SRAS, pneumonie atypique, Éditions de l'Archipel, 2003,  (ISBN 2841875326)
- Bioterrorisme, avec Philippe Bossi, Elsevier Masson, 115 p., 2003  (ISBN 284299387X)